# Pernille Papsø
Pernille Papsø (født 25. august 1997) er en dansk håndboldspiller som spiller i Silkeborg-Voel KFUM siden 2016. Hun har tidligere spillet for bl.a. Bjerringbro FH, Ans IF og Viborg HK.